# Hans Werner Lissmann
Hans Werner Lissmann (* 30. April 1909 in Nikolajew, Ukraine; † 21. April 1995 in Cambridge) war ein russisch-deutsch-britischer Zoologe. Er gilt als Entdecker der Elektrolokation als „sechster Sinn“, den verschiedene Fischarten aufweisen.

## Leben und Tätigkeit
Lissmann wuchs im zaristischen Russland als Sohn des deutschen Siedlerpaares Robert und Ebba Lissmann auf. Anlässlich des Ausbruchs des Ersten Weltkriegs wurde die Familie nach Sibirien deportiert und dort interniert. 1919 siedelte die Familie nach Deutschland über, wo sie sich 1922 in Hamburg niederließ.
Ende der 1920er Jahre begann Lissmann an der Universität Hamburg Biologie zu studieren. Anschließend arbeitete er unter Jakob Johann von Uexküll am Hamburger Institut für Umweltforschung. Er promovierte 1932 mit einer Arbeit über siamesische Kampffische. 1933 wurde er mit einem Reisestipendium an die  biologischen Forschungsstation der Ungarischen Akademie der Wissenschaften geschickt. Nachdem er dort mit den Forderungen, die die inzwischen zur Macht gelangten Nationalsozialisten an seine Arbeit stellten, kollidierte, ging er in die Emigration.
Es verschlug Lissmann zunächst nach Indien. Dort erhielt er ein Stipendium des Academic Assistance Council, das es ihm ermöglichte, nach Großbritannien zu gehen, und eine Stelle an der Forschungsabteilung des Zoologischen Instituts der Universität Cambridge unter James Gray anzutreten. Seine Forschungsschwerpunkte dort waren das Verhalten, die Bewegungsabläufe, die Sinnesorgane und Nervensysteme von Tieren.
Von den nationalsozialistischen Polizeiorganen wurde Lissmann nach seiner Emigration als Staatsfeind eingestuft: Im Frühjahr 1940 wurde er vom Reichssicherheitshauptamt auf die Sonderfahndungsliste G.B. gesetzt, ein Verzeichnis von Personen, die im Falle einer erfolgreichen deutschen Invasion Großbritanniens durch die Sonderkommandos der SS-Einsatzgruppen mit besonderer Priorität ausfindig gemacht und verhaftet werden sollten.
1947 wurde Lissmann als Assistant Director der Forschungsabteilung des Zoologischen Instituts von Cambridge ordentlich bestallt.
Lissmanns bekannteste wissenschaftliche Leistung erfolgte im Jahr 1950: Bei einem Besuch im Zoo London war ihm 1949 aufgefallen, dass Fische der Art Großnilhecht (Gymnarchus niloticus) in gleichem Tempo und mit gleicher Geschicklichkeit, Wendigkeit und Zielklarheit rückwärts wie vorwärts schwimmen können, ohne dabei mit Hindernissen hinter ihnen zu kollidieren. Dies ließ ihn argwöhnen, dass der Großnilhecht über einen dem Menschen fremden „sechsten“ Sinn verfügen müsse, den er – da er im nahen  Zitteraalaquarium Ähnliches beobachtete – mit Elektrizität in Verbindung brachte. Nachdem ein Freund ihm ein Exemplar dieser Fischart zu seiner Hochzeit schenkte, setzte er in seinem Labor den Fisch in einen Tank und führte Elektroden in das Aquarium ein. Mit diesen gelang es ihm, ein diesem Fisch natureigenes elektrisches Feld – das für Menschen durch bloßes Berühren nicht bemerkbar ist – zu verstärken und dieses dann mit Hilfe eines Oszilloskops sichtbar zu machen. Er schlussfolgerte, dass dieses aus sich selbst fabrizierte elektrische Feld, mit dem der Großnilhecht sich beständig umgibt, ihn mit Informationen über seine Umgebung versorgt, an denen er sich instinktiv bei seinen Bewegungen orientiert.
Durch weitere Experimente konnte Lissmann dann auch praktisch nachweisen, dass der Großnilhecht sein elektrisches Feld zur räumlichen Orientierung benutzt: Wenn er zwei Enden eines U-förmigen Stückes leitfähigen Kupferdraht ins Wasser in der Nähe des Fisches hielt, floh der Fisch. Wenn er hingegen das Experiment mit nichtleitfähigem Draht durchführte, reagierte der Fisch nicht. Nachdem er die Reaktionen des Fisches aufzeichnete und diese im Tank mit Elektroden wiedergab, griff der Fisch die von den Elektroden ausgesandten Signale an. Er reagierte also auf die elektronischen Reize in gleicher Weise, wie ein Kampffisch auf einen in sein Aquarium eingelassenen Spiegel reagiert, indem er sein eigenes Spiegelbild angreift. Damit war erwiesen, dass der Großnilhecht über einen von den fünf dem Menschen eigenen Sinnen abweichenden sechsten Sinn verfügt: er vermag elektrische Felder zu generieren und Störungen in ihnen wahrzunehmen. Die praktische Anwendung dieser Fähigkeit bestand darin, wie Lissmann darlegte, Objekte – wie Hindernisse – sowie andere Fische (als Beute bzw. als zu vermeidende Feinde) aufgrund der Wahrnehmung ihrer Leitfähigkeit ausfindig zu machen und zu unterscheiden und entsprechend auf sie zu reagieren (so können Beutetiere aufgrund der ihnen als Organismen eigenen Leitfähigkeit identifiziert werden, während zu vermeidende Steine etc. als tote Objekte keine Leitfähigkeit besitzen und so als Hindernis erkannt werden).
1954 wurde Lissmann als Fellow in die Royal Society gewählt.
1955 wurde Lissmann zum Dozenten (Lecturer) und 1966 zum Professor (Reader) für experimentelle Zoologie der Universität Cambridge ernannt. 1969 wurde ihm schließlich die Leitung der Unterabteilung für Tierisches Verhalten des Zoologischen Instituts übertragen, wobei er den Rang eines Direktors erhielt. 1977 ging er in den Ruhestand.

## Familie
Lissmann war seit 1949 mit Corinne Foster-Barham verheiratet, mit der er einen Sohn hatte.

## Schriften
- Die Umwelt des Kampffisches (Betta splendens Regan), 1932.
- "Körperhaltung und Bewegungsform eines Myriopoden im Zusammenhang mit seiner Autotomie", in: Zeitschrift für vergleichende Physiologie 21 (1935), S. 751–766.
- “Continuous Electrical Signals from the Tail of a Fish, Gymnarchus Niloticus Cuv”, in: Nature, Bd. 167, Nr. 4240 (1951), S. 201–202.
- "The Mechanism of Object Location in Gymnarchus Niloticus and Similiar Fish", in: Journal of Experimental Biology, Jg. 35 (1958), S. 451–486. (zusammen mit Ken E. Machin)
- “The Mode of Operation of the Electric Receptors in Gymnarchus Niloticus.”, in: Journal of Experimental Biology 37, Nr. 4 (1960), S. 801–811.
- "Electric Location by Fishes," in: Scientific American, Bd. 208, S. 50–59, März 1963.
- "James Gray. 14 October 1891-14 Dezember 197", in: Biographical Memoirs of Fellows of the Royal Society, Jg. 24 (1978), S. 54–70.